# 梧根場駅
梧根場駅（オグンジャンえき）は、大韓民国忠清北道清州市清原区外南洞にある韓国鉄道公社忠北線の駅である。

## 駅構造
- 島式ホーム2面4線の地上駅。

## 歴史
- 1923年5月1日 - 忠北線開通とともに営業開始。
- 1980年10月1日 - 忠北線複線完工。
- 1980年10月12日 - 今の位置に駅舎を新築。
- 1984年8月4日 - 内秀駅の管理駅となる。
- 1999年7月7日 - 駅舎補修。
- 1999年8月10日 - 駅広場公園を設置。

## 隣の駅
韓国鉄道公社
忠北線
清州駅 - 梧根場駅 - 清州空港駅